# Kawamura Sumiyoshi
En aquest nom japonès, el cognom és Kawamura.
El comte Kawamura Sumiyoshi (川村 純義) (Kagoshima, 18 de desembre de 1836 - 	12 d'agost de 1904) va ser un almirall de la Marina imperial japonesa. La seva dona, Haru, és la tia de Saigō Takamori.

## Biografia
Originari de Satsuma, Kawamura estudia la navegació al centre d'entrenament naval de Nagasaki. l'any 1868, s'ajunta al seu clan i combat del costat imperial penjant la Guerra Boshin en el la restauració de Meiji en tant que general d'exèrcit. Es distingeix particularment a la batalla de Aizu.
Sota el nou govern de Meiji, esdevé oficial a la marina imperial japonesa recentment formada i puja progressivament de rang en rang. Primer director de l'Acadèmia naval imperial del Japó l'any 1870 i taifu (vice-ministre) de la Marina l'any 1872, comanda les forces navals japoneses durant l'expedició de Taiwan de 1874.
Durant la rebel·lió de Satsuma, comanda totes les tropes imperials el setembre de 1877 durant la batalla de Shiroyama prop de Kumamoto, quan Saigō Takamori és mort (o es fa harakiri). Aquesta batalla contra l'últim bastió de Saigō ha servit de context històric al film L'últim samurai.
L'any 1878, Kawamura és sangi (conseller) i segon ministre de Marina. Resta en aquest lloc sense interrupció fins al 1885 exceptuat quan és temporalment reemplaçat per Enomoto Takeaki. En aquest període, augmenta la influència del domini de Satsuma a la Marina.
L'any 1884, és ennoblit amb el títol de hakushaku (comte) segons el sistema nobiliari del kazoku. Esdevingut més tard conseller del tribunal i conseller privat, s'encarrega de l'educació del príncep Michi (futur emperador Hirohito) i del seu jove germà el príncep Yasuhito Chichibu l'any 1901.
Kawamura té lligams estrets amb Louis-Émile Bertin. És convidat a dinar a la residència privada de Bertin, a Shiba, l'any 1886, en presència de l'almirall Henri Rieunier comandant en cap de la divisió naval dels mars de la Xina i del Japó i d'elevats dignitaris de l'imperi del sol naixent.
L'any 1904, Kawamura rep el títol pòstum d'almirall, creant un precedent per tals honors. La causa de la seva mort queda desconeguda.